# Cathédrale du Saint-Rosaire de Kaohsiung
Cette  cathédrale n’est pas la seule cathédrale du Saint-Rosaire.
La cathédrale du Saint-Rosaire (en chinois : 前金天主堂 qiánjīn tiānzhǔ táng ; poj=cheng-kim thian-chu tong; 玫瑰聖母聖殿主教座堂) est une cathédrale catholique située à Kaohsiung dans le district de Lingya, juste à l'est de la rivière Amour. C'est l'église la plus ancienne de l'île de Taïwan et le siège du diocèse de Kaohsiung (en).

## Histoire
Une première église est construite en 1860 et reconstruite à ses dimensions actuelles en 1928. Elle est dédiée au saint Rosaire. Lorsque la préfecture apostolique de Kaohsiung a été établie en 1949, elle en est devenue l'église-mère, puis la cathédrale du diocèse en 1961. Elle reçoit le titre de basilique mineure en 1995 de la part de Jean-Paul II.

## Architecture
La cathédrale s'inspire de l'architecture gothique, mais aussi du style roman. L'intérieur est construit sur le modèle de celui de la cathédrale de Manille.

## Liturgie
Des messes sont célébrées quotidiennement. Une messe dominicale est célébrée en langue anglaise à 10 heures 30. La cathédrale est fameuse dans toute l'île pour sa veillée de Noël avec des chants et des prières toute la nuit, jusqu'à la messe de l'aube.

## Transport
La cathédrale est accessible à pied à partir de la station Central Park du métro de Kaohsiung (direction ouest).

## Illustrations

Façade à la fin du XIXe siècle.
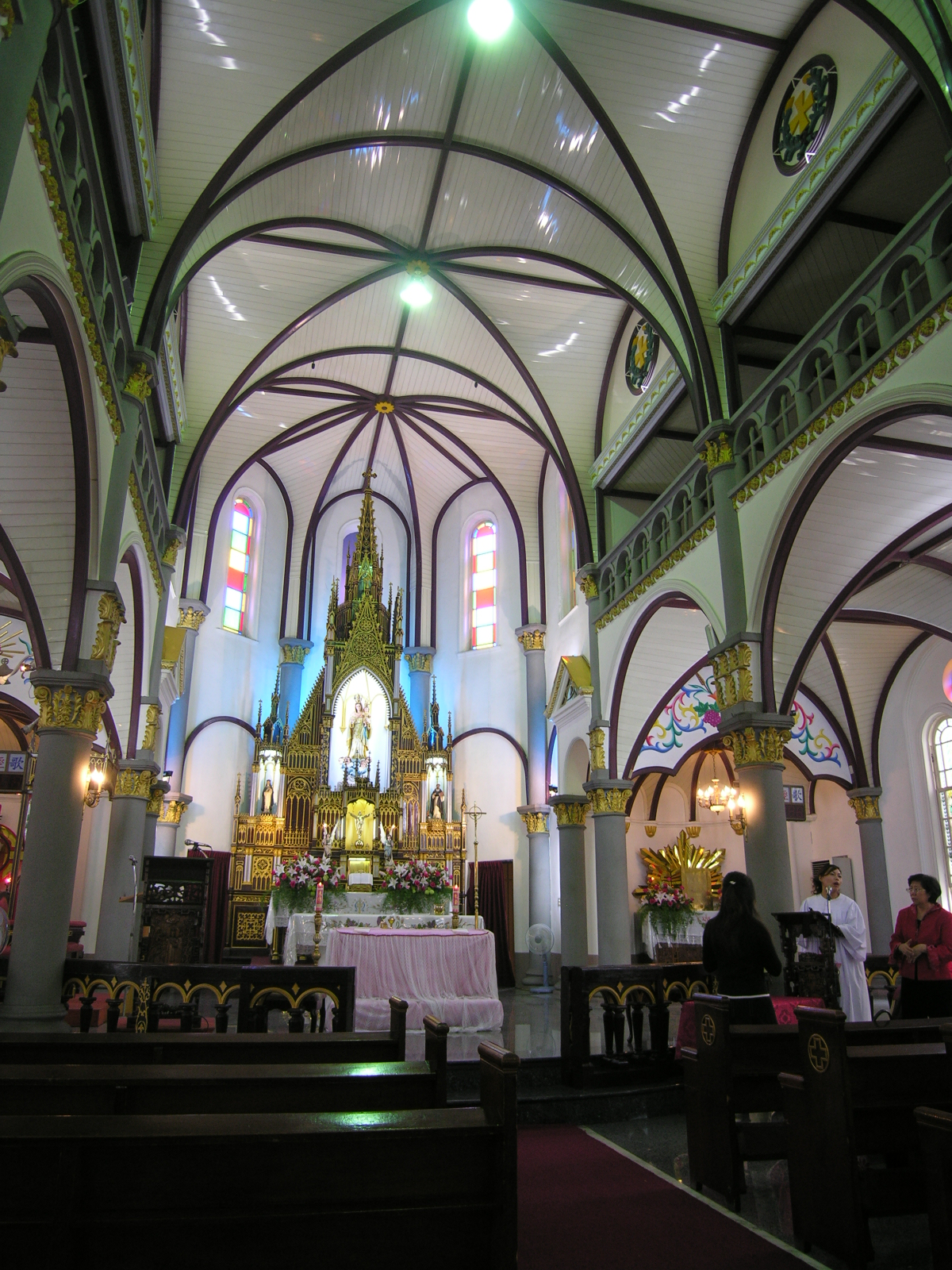
Intérieur de la cathédrale.
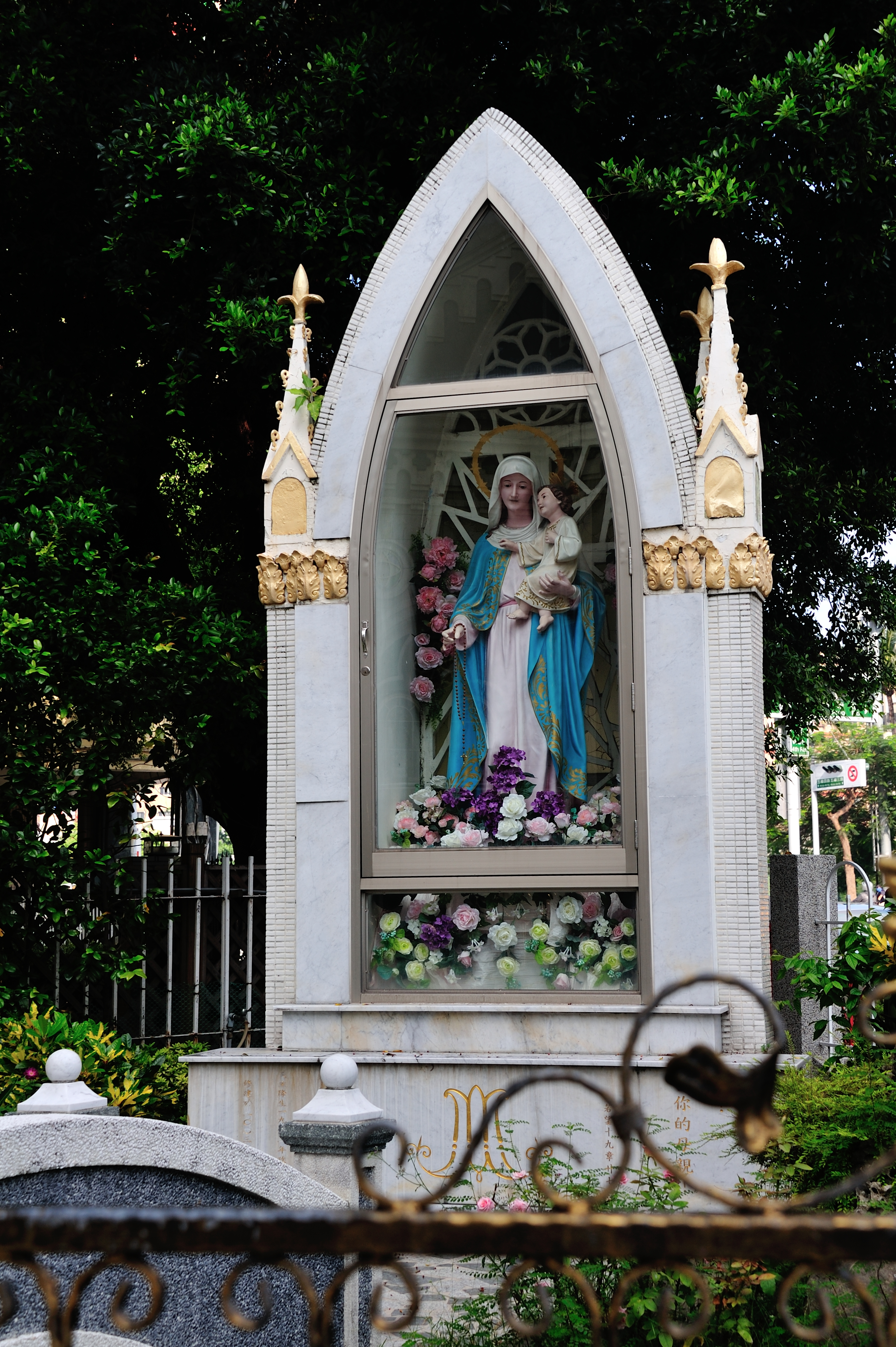
Statue de la Vierge dans le parvis.